# Église Notre-Dame-de-Bon-Secours de Munich

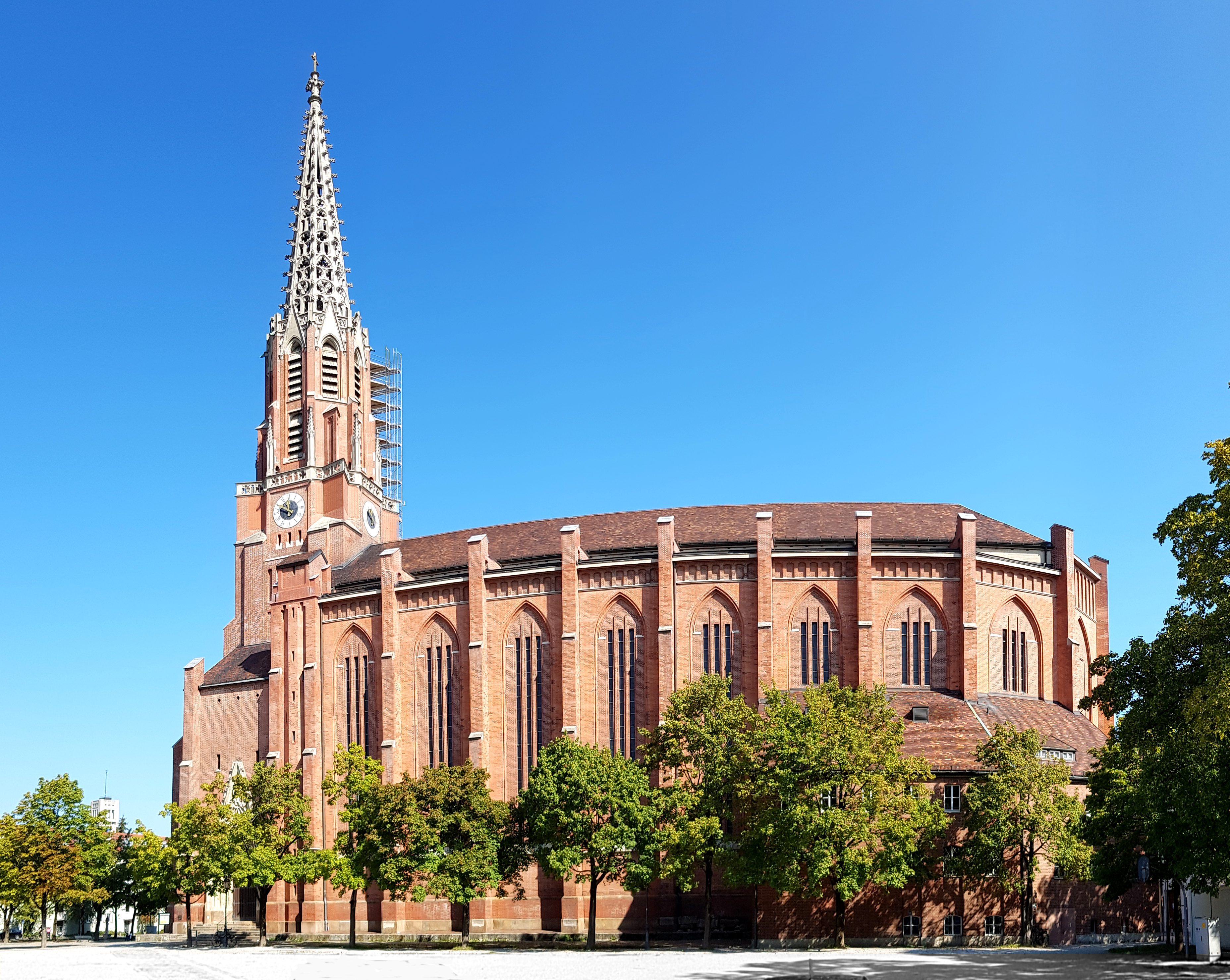
Église Notre-Dame-de-Bon-Secours à Munich-Au

L'église paroissiale catholique Notre-Dame-de-Bon-Secours-sur-l'Au, est la principale église paroissiale du quartier Au-Haidhausen à Munich. Elle a été commencée par Joseph Daniel Ohlmüller entre 1831 et 1839 et complétée par Georg Friedrich Ziebland. L'église de l'Au est considérée comme un prototype de l'édifice religieux néo-gothique du XIXe siècle. C'est l'une des trois « fratries néo-gothiques de Munich », avec l'église de la Sainte-Croix de Giesing et l'église Saint-Jean-Baptiste de Haidhausen, qui ont toutes trois un style de construction monumentale similaire en brique et sont situées à l'est de l'Isar.

## Histoire

Aquatinte de l'ancienne (à droite) et de la nouvelle église Notre-Dame-de-Bon-Secours par Albert Emil Kirchner, 1839

L'Au avait trois églises, qui se dressaient à proximité immédiate sur une place centrale, la place de la pelouse (aujourd'hui Mariahilfplatz) :
- La chapelle Sainte-Croix, consacrée en 1466, a été construite à l'endroit où une croix des champs avait été emportée par les inondations de l'Isar en 1463. Sa démolition a eu lieu en 1817 après que le tribunal de district ait déploré l'état de ruine de la chapelle. Les pierres qui pouvaient encore être utilisées ont été utilisées pour construire une nouvelle morgue dans le nouveau Auer Friedhof (plus tard Ostfriedhof)[1].
- L'église du monastère de Saint Charles Borromée a été consacrée en 1625. Après la sécularisation, elle a servi d'église de prison avant que l'incendie de la prison de 1886 ne l'endommage gravement et elle a été en partie démolie et en partie transformée avec le bâtiment du couvent en 1902 pour devenir le tribunal de district. Aujourd'hui, le bureau de district de Munich est installé sur le site ; la silhouette de l'église est indiquée dans la cour intérieure par des pavés plus clairs[2].
- L'ancienne chapelle Notre-Dame-de-Bon-Secours fut consacrée en 1629 pendant la guerre de Trente Ans. La chapelle abritait l'image miraculeuse. En 1723, la chapelle fut agrandie en raison du nombre croissant de pèlerins. Après la sécularisation, la chapelle servit d'église paroissiale pour le quartier Au. Après la consécration de la nouvelle église Notre-Dame-de-Bon-Secours, elle fut démolie en 1840[3].

Après l'élévation de Au au rang de ville indépendante en 1813, l'idée d'une place représentative est apparue, qui devrait correspondre aux idéaux de l'urbanisme du mouvement romantique. Aussi le roi Louis Ier devint infidèle à son idéal antique et chargea Joseph Daniel Ohlmüller de Bamberg de construire une église paroissiale « dans le style du gothique allemand », c'est-à-dire dans le style néo-gothique. Ohlmüller, élève de Karl von Fischer, a pu acquérir de l'expérience dans la rénovation de la cathédrale de Bamberg ; mais en développant un style néo-gothique « moderne », il ne pouvait guère s'appuyer sur des modèles de son temps. De plus, il n'y a pas d'exemples originaux de haut gothique dans la région de Munich ; sans exception, ceux-ci avaient reçu une finition baroque ou avaient été remplacés par de nouveaux bâtiments baroques.
Ohlmüller a donc utilisé différents modèles pour l'église-halle à trois nefs : la nef avec voûte en croisée d'ogives correspond à celle de Saint-Martin à Landshut, le côté ouest montre des influences des cathédrales gothiques françaises et la tour de 93 mètres de haut a été conçue sur la base de celle de la cathédrale de Fribourg. Le bâtiment était en brique et structuré avec des éléments en pierre calcaire.
Les peintures sur verre basées sur des dessins de Joseph Anton Fischer et Johann Schraudolph, qui ont été exécutées par Heinrich Hess et Max Emanuel Ainmiller, étaient également pionnières. Leurs compositions d'images en verre ont défini le style de la période romantique et ont été un modèle direct pour les peintures sur verre de la cathédrale de Cologne du XIXe siècle. Les personnages du portail sont l'œuvre de Ludwig Schwanthaler.
La première pierre a été posée en 1831. L'église a été achevée en 1839 et consacrée par l'archevêque Lothar Anselm von Gebsattel (de). Cela fait de l'église Notre-Dame-de-Bon-Secours le premier bâtiment d'église néo-gothique édifié en Allemagne.
Dans les années 1926 à 1928, d'importants travaux de rénovation ont été effectués sur la tour pour la première fois.

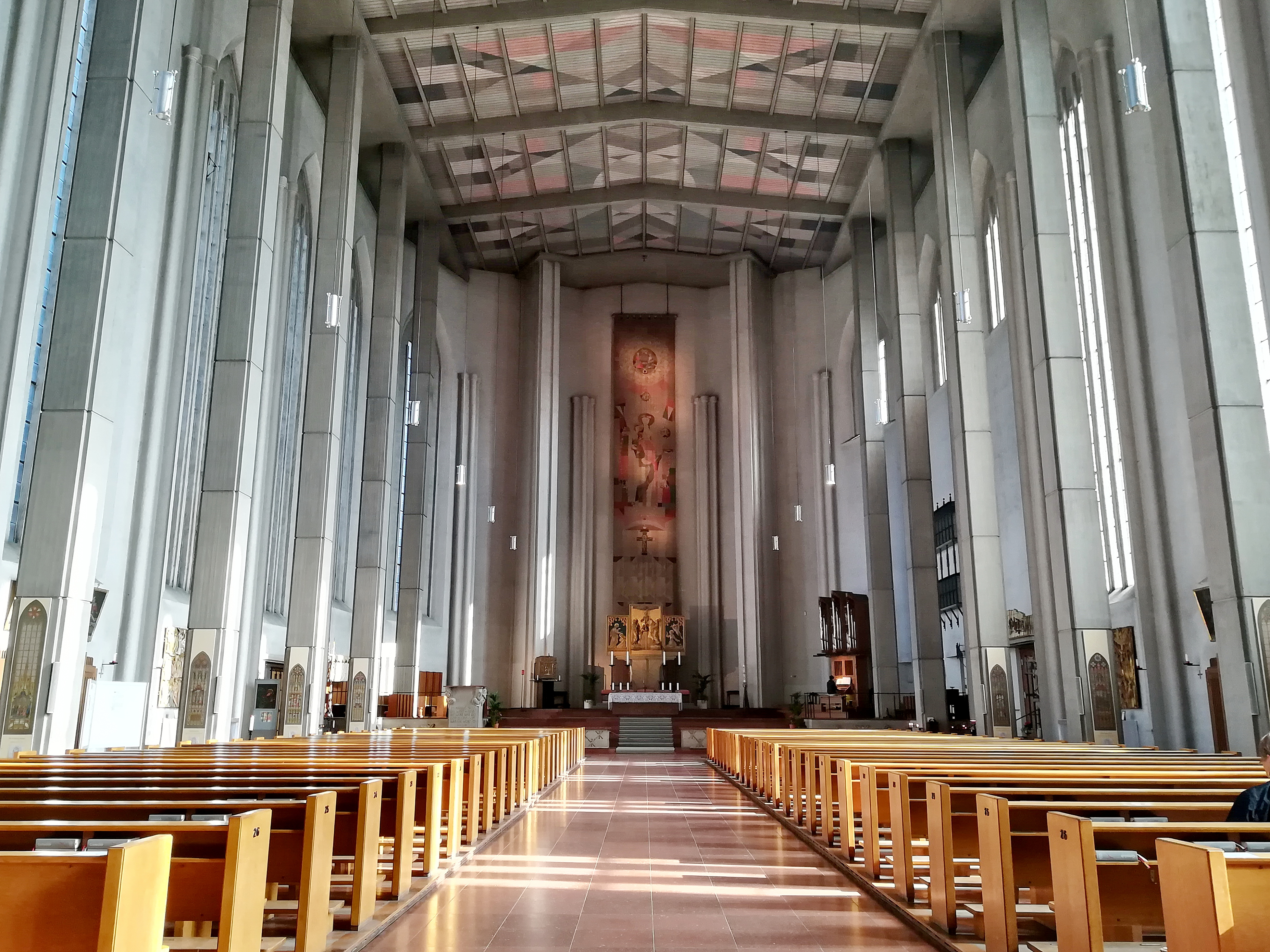
Église Notre-Dame-de-Bon-Secours : intérieur

Au cours de la Seconde Guerre mondiale, lors du lourd raid aérien sur Munich le 25 avril 1944, l'église Notre-Dame-de-Bon-Secours a été détruite jusqu'aux murs extérieurs, seule la tour a survécu. En 1947, l'architecte Georg Holzbauer a présenté des plans pour une reconstruction épurée de l'ancienne église, mais ceux-ci ont été rejetés. En 1951/52, elle a été reconstruite selon les plans de Hans Döllgast et Michael Steinbrecher. L'aspect extérieur a été grandement simplifié, à l'exception de la tour ouest, et peu de la conception originale d'Ohlmüller a subsisté. Les grandes fenêtres en arc brisé de l'église étaient maçonnées à l'exception de fentes étroites, de sorte que contrairement à l'impression extérieure, un bâtiment d'église moderne pouvait être construit à l'intérieur.
Le 19 septembre 1953, l'église Notre-Dame-de-Bon-Secours est reconsacrée par le cardinal Joseph Wendel. En 1971, la flèche a dû être enlevée car le calcaire était devenu cassant à cause des incendies après les raids aériens pendant la guerre et à cause de la pollution de l'air. En 1981, la flèche a été coulée dans du béton et reconstruite. Les coûts de 1,79 million d'euros ont été financés presque exclusivement par les dons des habitants d'Au.

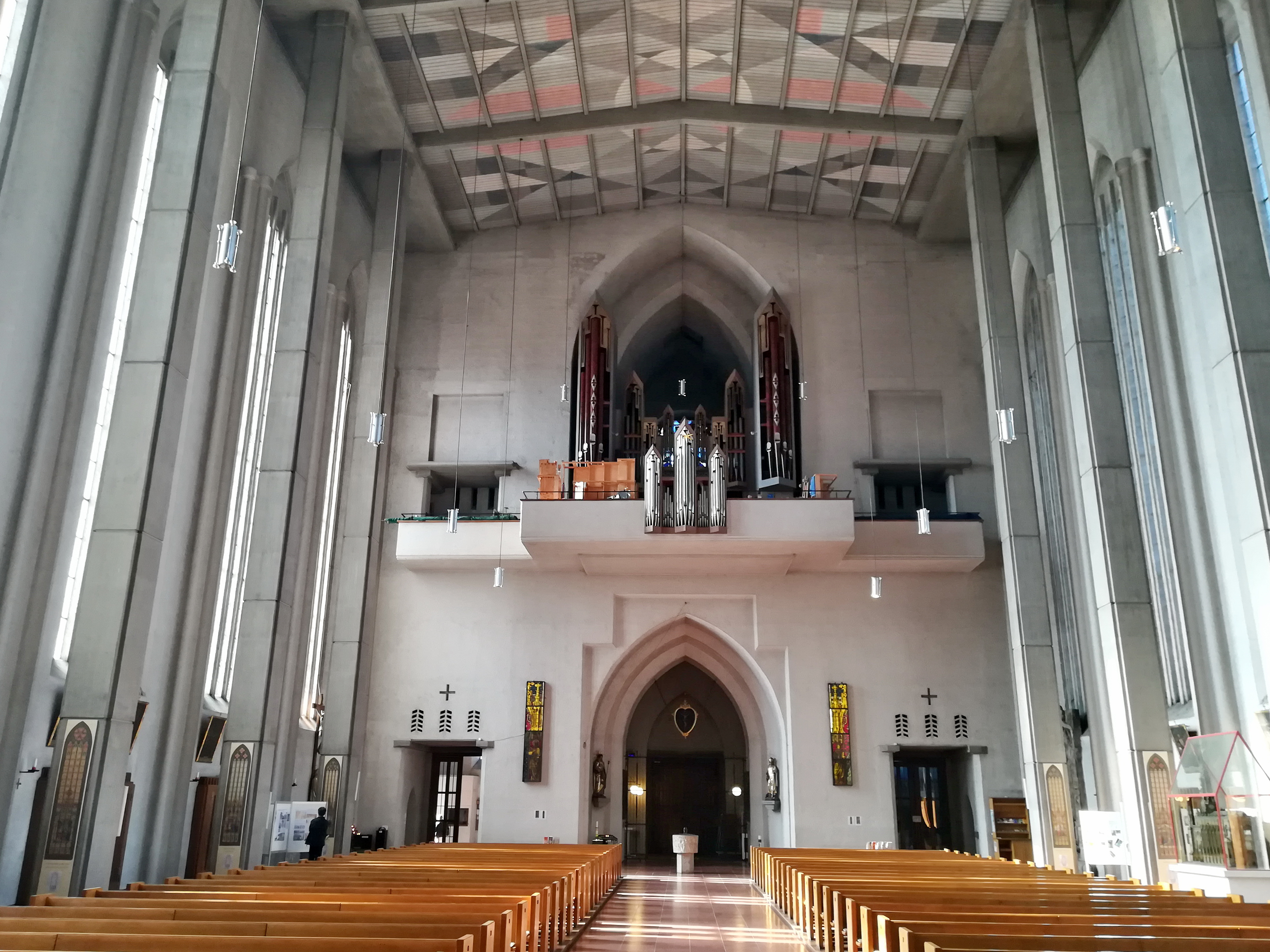
Galerie avec orgue
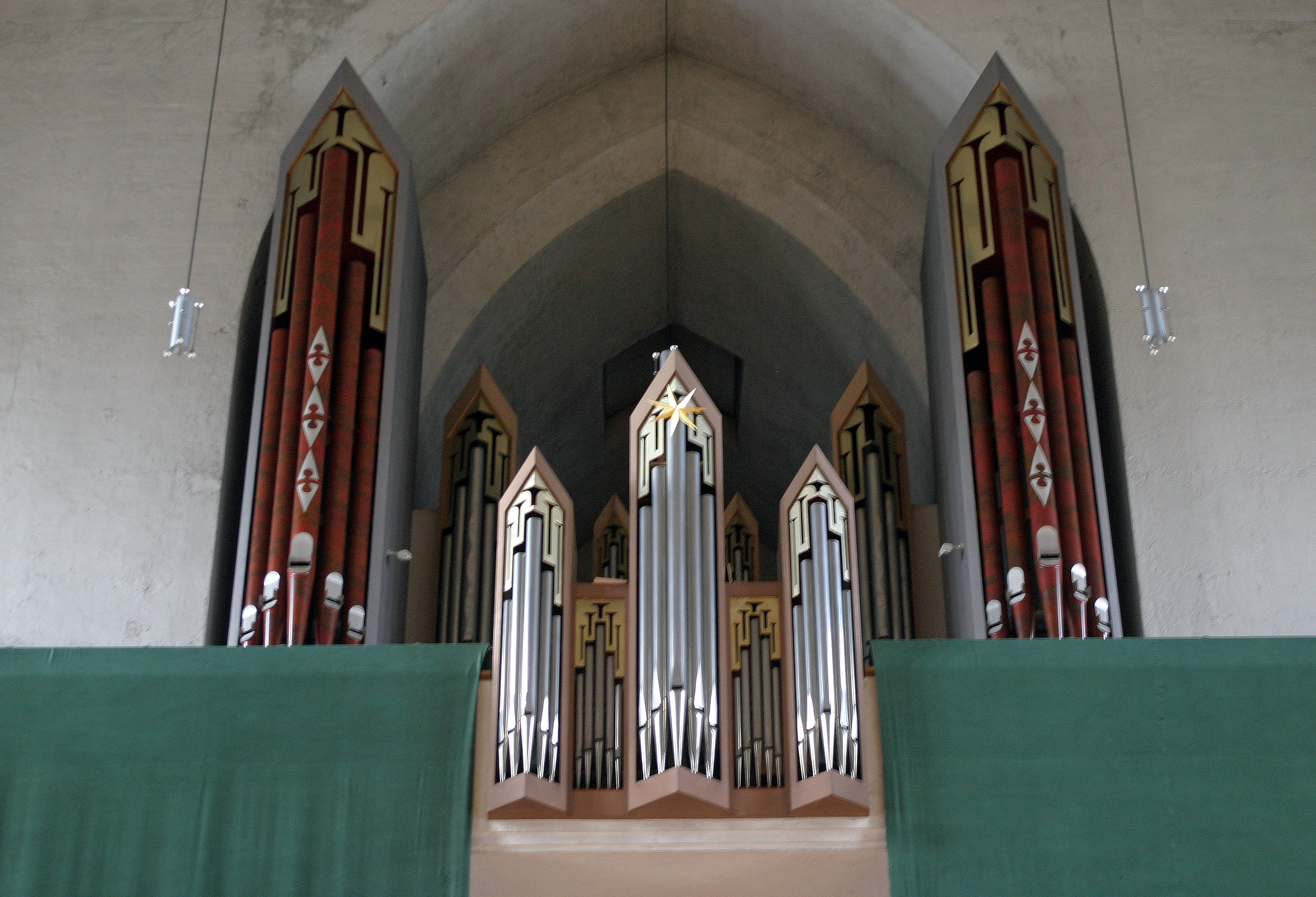
Orgue Schmid de 1975

### Chapelle de la Grâce

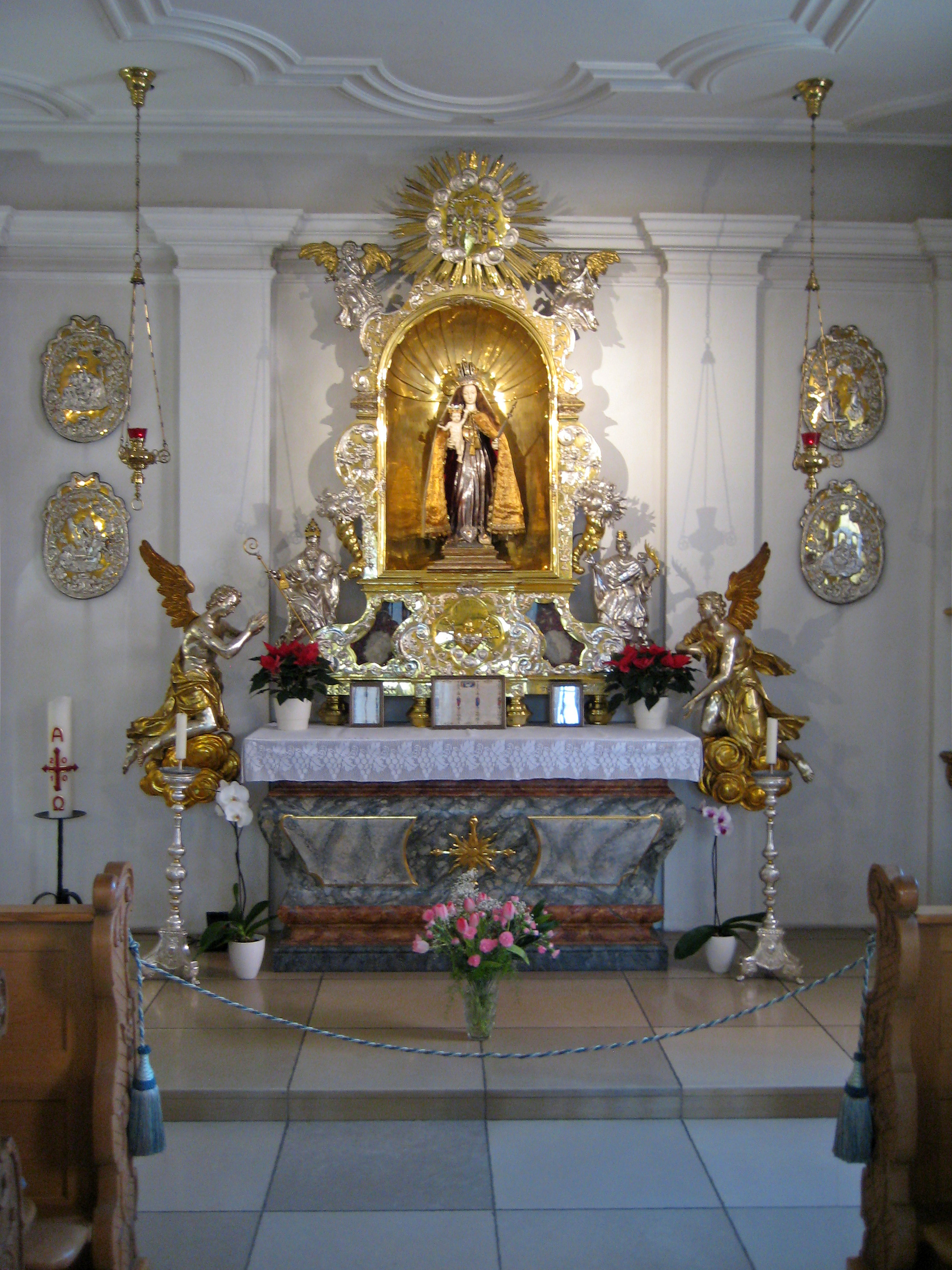
Chapelle de la Miséricorde

L'image miraculeuse de Notre-Dame-de-Bon-Secours d'avant 1600 se trouve dans la chapelle de la Grâce au sud. L'Électeur Maximilien Ier l'a probablement apporté avec lui de Flandre vers 1631. Dans l'église d'Ohlmüller, elle était vénérée sur l'autel du côté gauche, et, après la destruction de l'église, a finalement été emmenée dans la nouvelle chapelle de la Miséricorde. Celle-ci était initialement meublée simplement, puis baroquisée en 1978/79 et dotée d'un sanctuaire de l'ancien monastère des Ursulines de Salzbourg à partir de 1731.

### Œuvres d'art
- Portails en bronze (Franz Berberich)
- Autel latéral, fonts baptismaux et reliefs en bois de la Chapelle des Grâces (Ferdinand Filler)

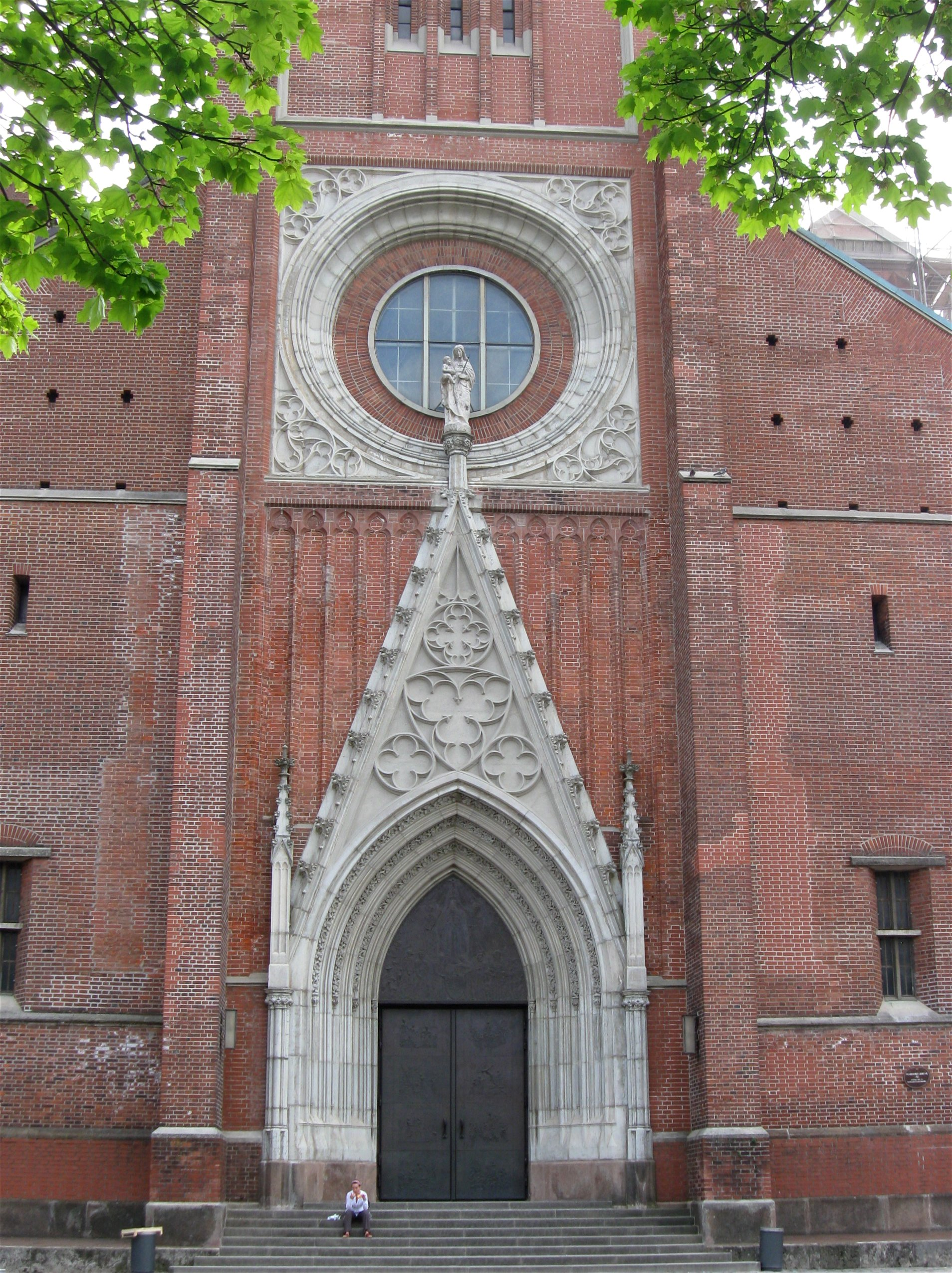
Portail de l'église Notre-Dame-de-Bon-Secours
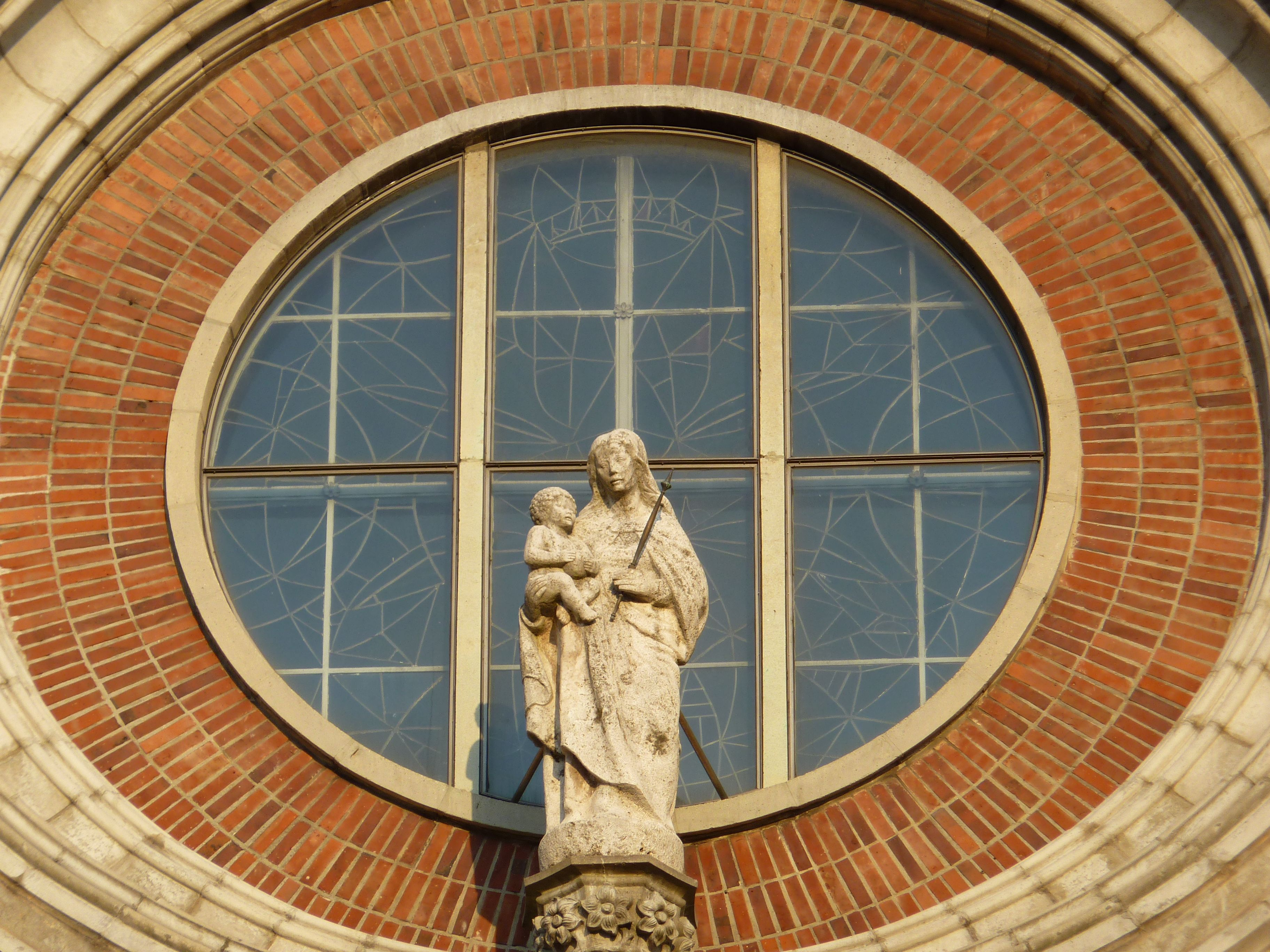
Notre-Dame au-dessus du portail d'entrée
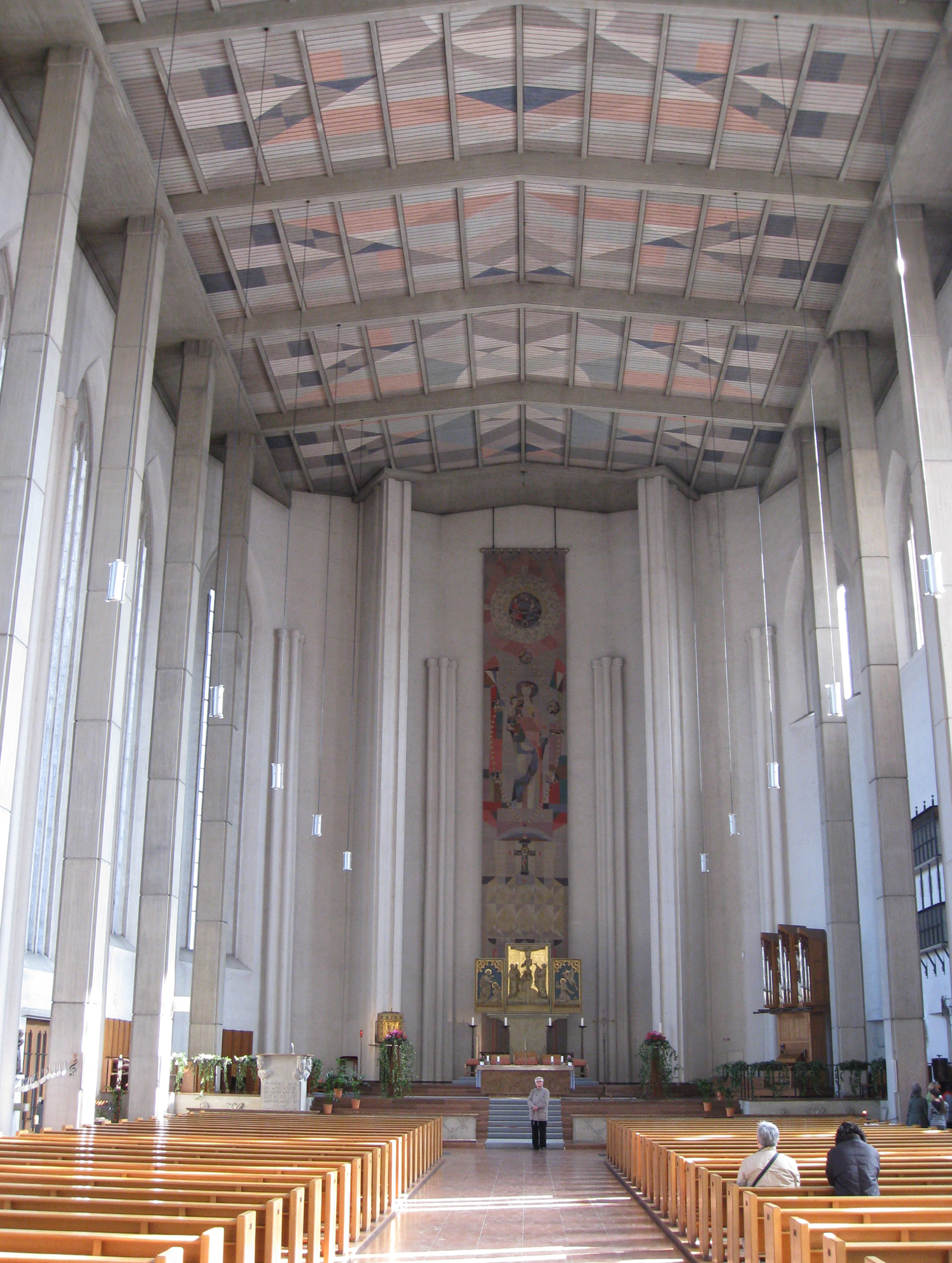
Intérieur
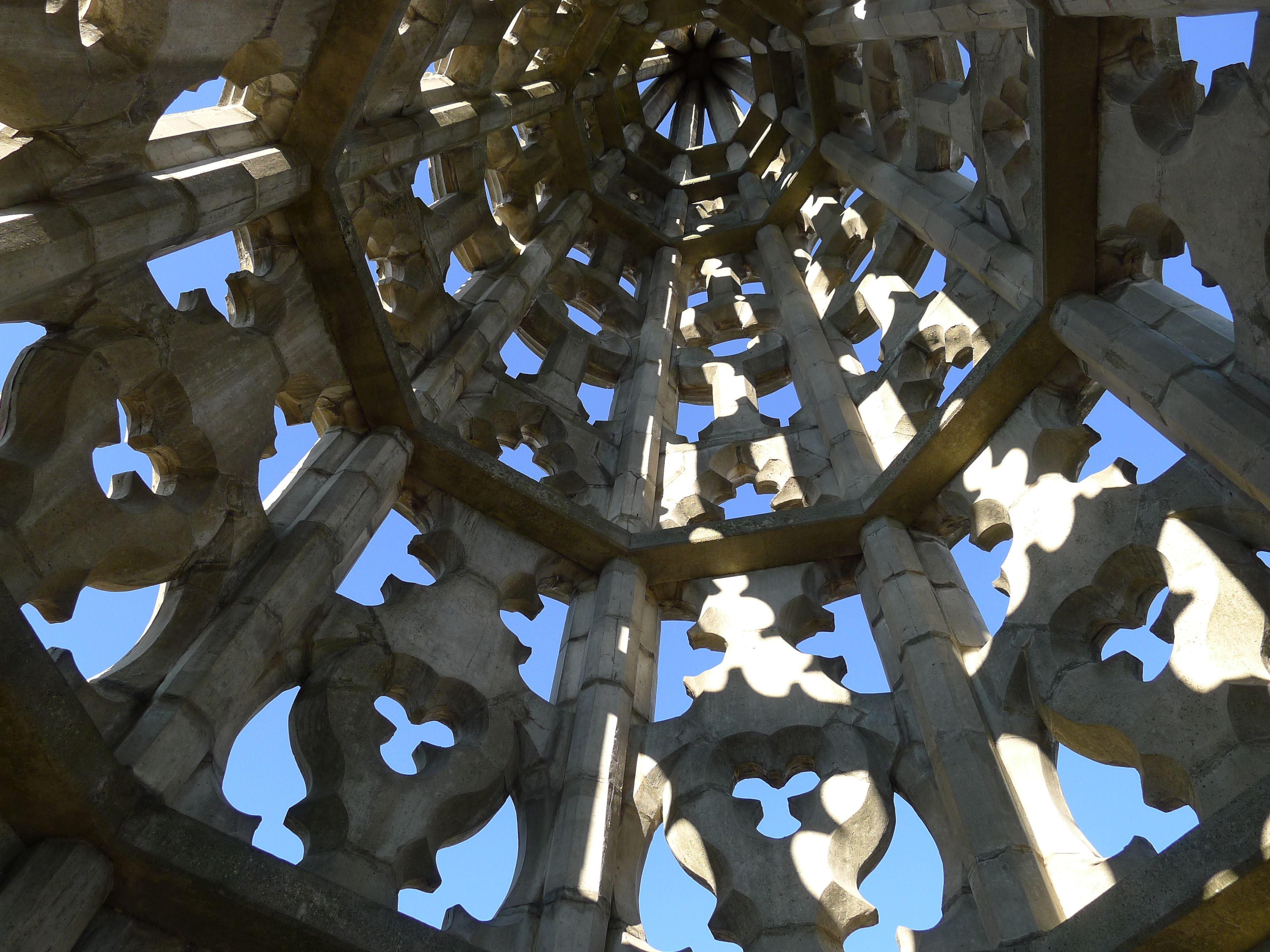
Intérieur de la flèche
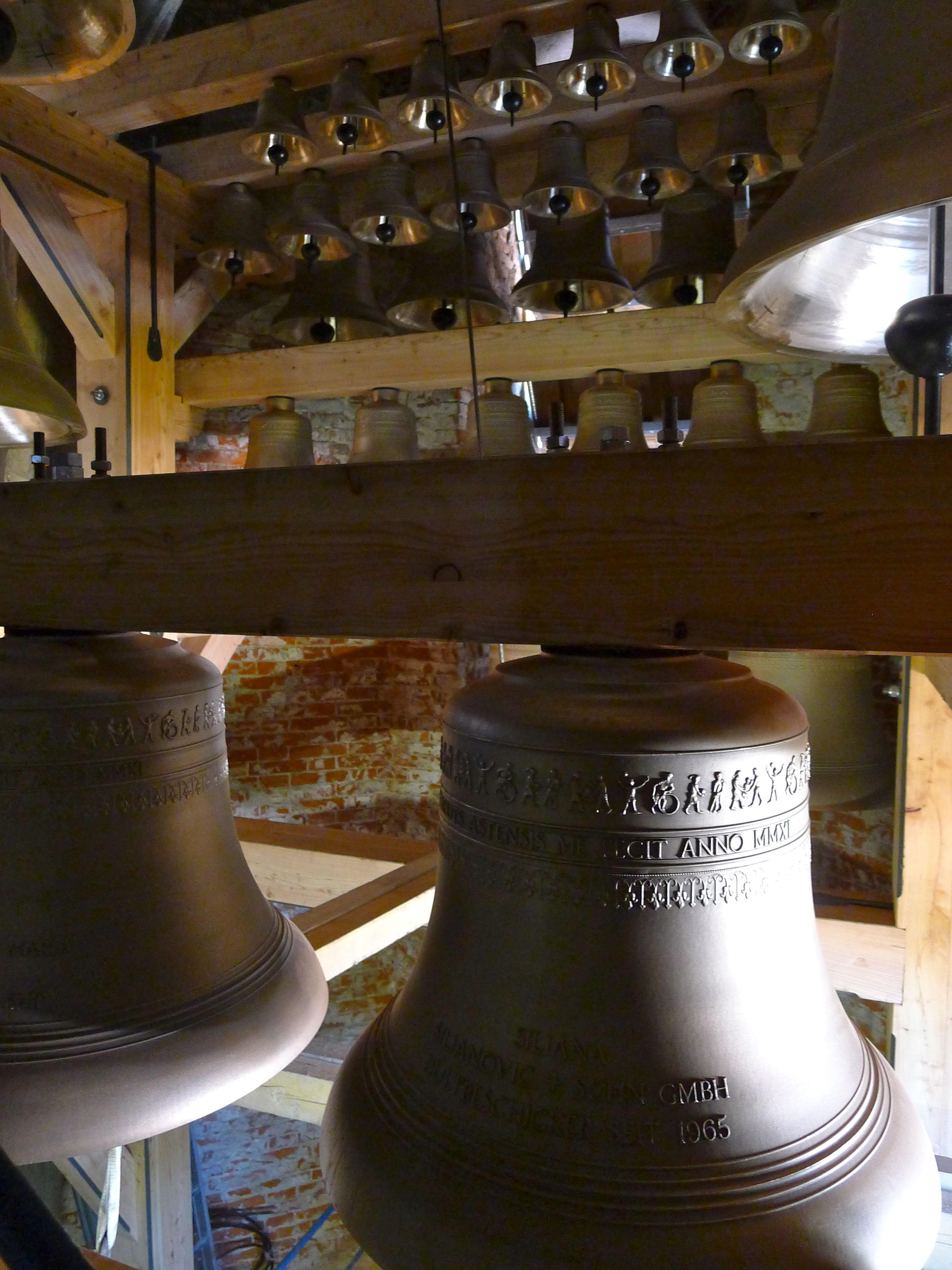
Carillon
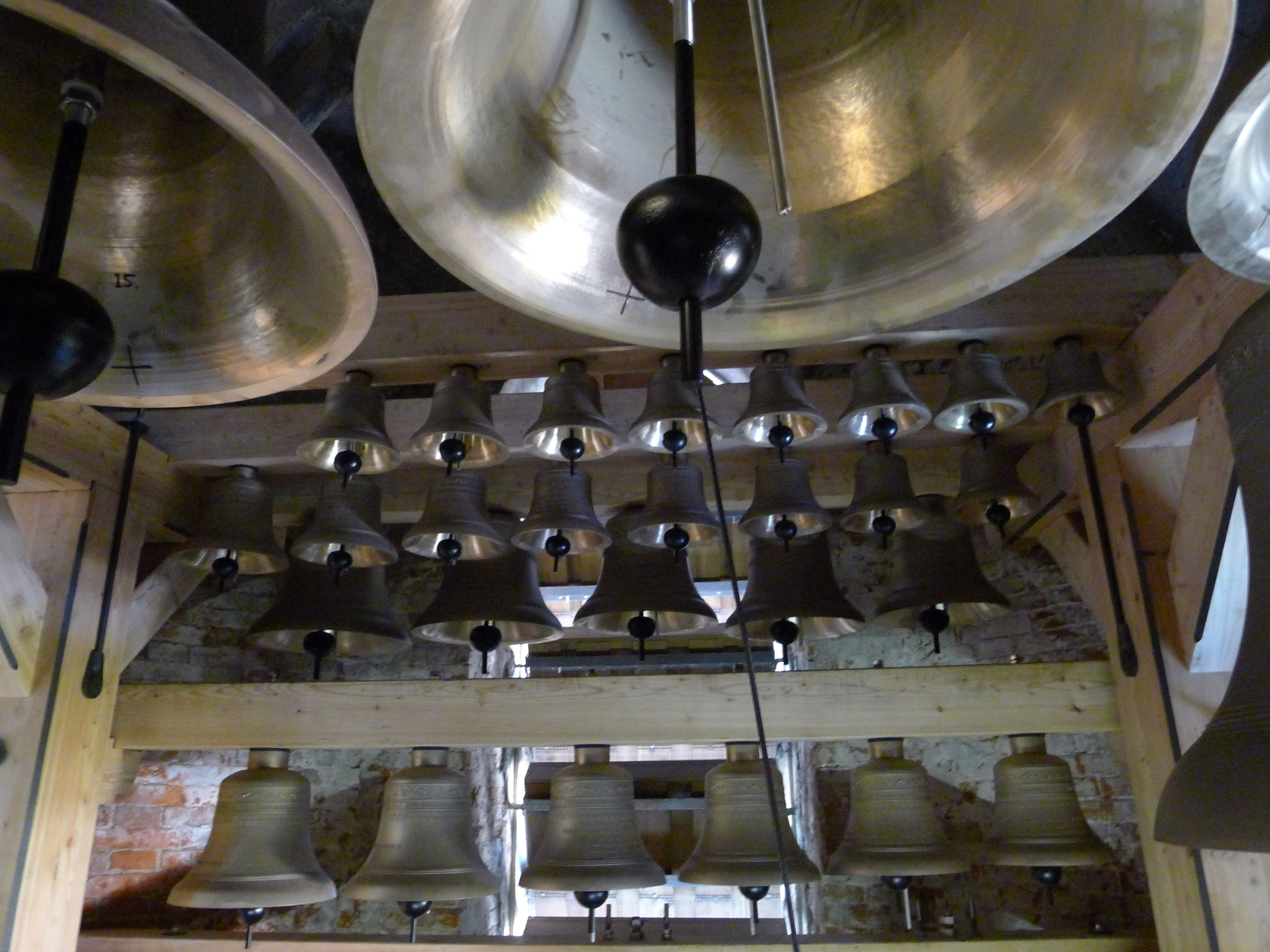
Carillon
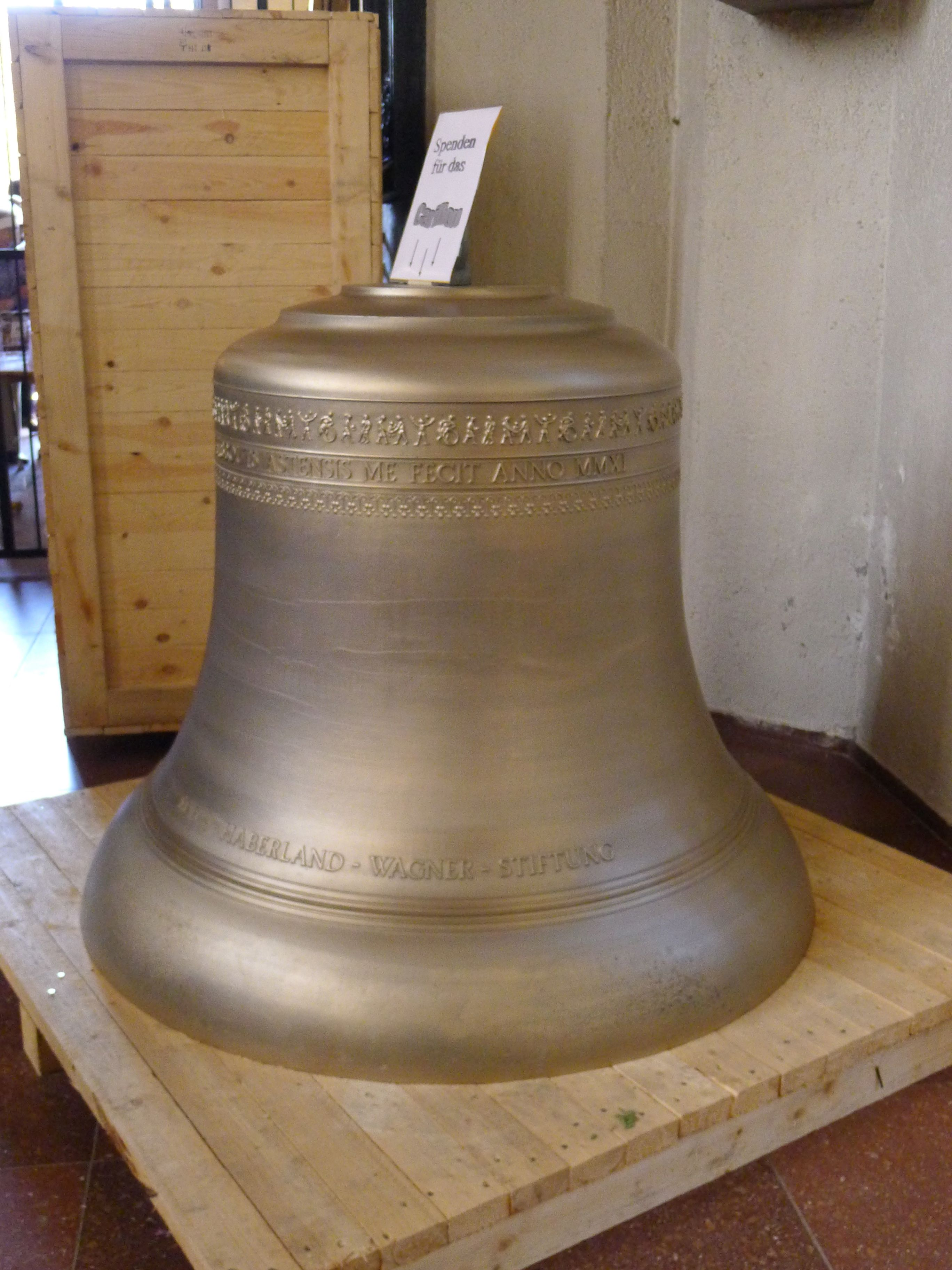
Nouvelle cloche dans le carillon
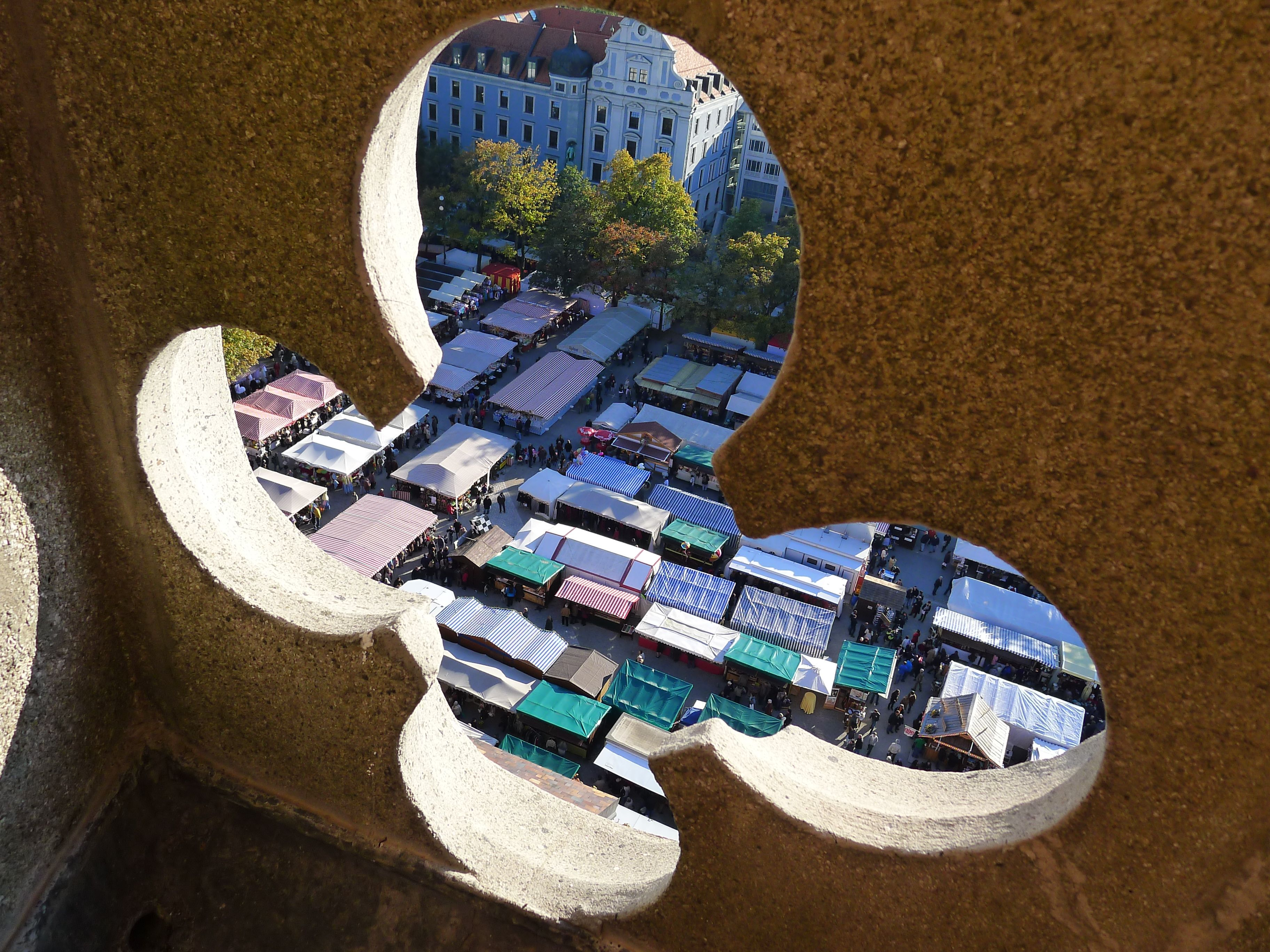
Vue depuis la tour